# Fimbristylis wetarensis
Fimbristylis wetarensis là loài thực vật có hoa trong họ Cói. Loài này được Ohwi mô tả khoa học đầu tiên năm 1955.